# Tibouchina lilacina
Tibouchina lilacina är en tvåhjärtbladig växtart som beskrevs av Célestin Alfred Cogniaux. Tibouchina lilacina ingår i släktet Tibouchina och familjen Melastomataceae. Inga underarter finns listade i Catalogue of Life.